# 나가타 가쓰히코
나가타 가쓰히코(일본어: 永田 克彦, 1973년 10월 31일~)는 일본의 전직 레슬링 선수, 종합격투기 선수이다. 2000년 하계 올림픽 남자 그레코로만형 웰터급 은메달을 획득했으며 아시아 선수권 대회에서 금메달 1개를 획득했다.